# Aloe ortholopha
Aloe ortholopha es una especie del género Aloe. Es originaria de África.

## Características
Aloe ortholopha es una planta herbácea perennifolia, solitaris, acaulescentr; las hojas aparecen en una densa roseta, erecta y curvada.

## Ecología
Se encuentra solamente en suelos de serpentina, en praderas abiertas o en laderas rocosas a una altitud de 1450-1525 metros en Zimbabue.

## Taxonomía
Aloe ortholopha fue descrita por Christian & Milne-Red. y publicado en Kew Bulletin 478. (1933). 1933.
Etimología
Ver: Aloe
ortholopha: epíteto